# 毛垟乡
毛垟乡，是中华人民共和国浙江省丽水市景宁畲族自治县下辖的一个乡镇级行政单位。

## 行政区划
毛垟乡下辖以下地区：
毛垟村、沙垟村、库头村、燕安村、陈坪村、炉西村和上坑头村。